# Kékfejű ara
A kékfejű ara (Primolius couloni), korábban hegyi ara, a madarak osztályának papagájalakúak (Psittaciformes) rendjébe és a papagájfélék (Psittacidae) családjába tartozó faj.

## Előfordulása
Bolívia, Brazília és Peru erdeinek párás részein honos, mint például folyók szélén, vagy tisztásokon. Megfigyelték mocsaraknál és városszéleknél is.

## Megjelenése
Testhossza 41 centiméter. Tollazatának nagy része zöld színű. Feje és repülő tolla kék színű.

## Életmódja
A vadonban 2–4 fős csapatokba van, de vannak feljegyzések 60 fős csoportokról is.

## Szaporodása
Keveset tudunk a szaporodásáról a vadonban. Fészkét faodúba csinálja. Fogságban évente 1 fészekalja van amely 2–4 tojásból áll. 1 hónapon keresztül költ, a fiókák tollazata 3 hónap alatt nő ki teljesen. Szaporodási ideje áprilistól októberig tart.

## Természetvédelmi helyzete
Egyedszáma folyamatosan csökken a vadonban. A Természetvédelmi Világszövetség Vörös listáján sebezhető fajként szerepel.

## Fordítás
- Ez a szócikk részben vagy egészben  a   Blue-headed Macaw című angol Wikipédia-szócikk fordításán alapul.  Az eredeti cikk szerkesztőit annak laptörténete sorolja fel. Ez a jelzés csupán a megfogalmazás eredetét és a szerzői jogokat jelzi, nem szolgál a cikkben szereplő információk forrásmegjelöléseként.

## Külső hivatkozások
- Képek az interneten a fajról
- Ibc.lynxeds.com - videók a fajról